# Jane Hall Johnson
Jane C. Hall Johnson (Maryville, 19 de octubre de 1919 - 2001) fue una ingeniera y arquitecta estadounidense. Diseñó numerosos emprendimientos comerciales, residenciales e institucionales. 

## Primeros años y educación
Era la segunda de tres hermanas y sus padres eran ambos maestros de escuela. Poco después de su nacimiento la familia se trasladó a St. Louis, donde Jane Hall asistió a la escuela primaria y secundaria. En 1941, Hall se graduó en la School of Mines de Missouri con un título en Ingeniería Civil. En 1949 decidió  estudiar arquitectura y se graduó en 1955 en la Universidad de Harvard con una Licenciatura en Arquitectura. En 1970 el título obtuvo equivalencia de Maestría en Arquitectura.

## Carrera
Se desempeñó como ingeniera estructural en diseño de carreteras y análisis de esfuerzos para aviones en empresas como Nichols Engineering & Research (Nueva York), Boeing Aircraft (Wichita, Kansas), Curtiss Wright o Engineers (St. Louis).
Entre  1955 y 1959 Jane Hall trabajó en Boston como arquitecta para varias empresas, donde se especializó en el desarrollo y dibujo de planos constructivos. Entre 1961 y 1963 trabajó con Manske & Dieckmann y  los arquitectos y planificadores urbanos Hammond, Charle & Burns de Missouri. El trabajo de Jane Hall consistió en la realización de perspectivas, estudio y propuestas de diseño y planos constructivos para proyectos de oficinas y edificios recreacionales.
En 1969 regresó a St. Louis y contrajo matrimonio con el ingeniero Benjamin Johnson. En 1970 abrieron juntos su propia firma. Realizaron trabajos de arquitectura e ingeniería residencial, comercial y educativa para  la Autoridad de Reurbanización de St. Louis, la Corporación de Desarrollo Humano, el Departamento de Recursos Naturales de la ciudad de Jefferson, entre otros.
Entre 1975 y 1984 se registran más de veinticinco proyectos a nuevo y remodelaciones realizadas por Jane Hall Johnson y su marido principalmente de obra pública: el edificio municipal para Wellston, el Montgomery Hyde Park, el área de juegos para el Centro de padres y niños en St. Louis, las villas de retiro “Hyde Park Village” en St. Louis. Estas últimas fueron una propuesta de impacto para la época. 
Asimismo, Hall realizó numerosos proyectos de ampliación, remodelación y obra nueva de tipología residencial en St. Louis. Ella disfrutaba de fotografiar sus propios proyectos. La arquitectura de Hall se caracteriza por el uso de volúmenes y líneas simples, que destacan la estética ladrillera o de madera propia de la arquitectura norteamericana de la década de los ochenta.

### Retiro
Jane Hall Johnson se retiró en 1997 y falleció en el año 2001. Su matrícula profesional estuvo registrada y habilitada en Missouri e Illinois. Asimismo fue profesional asociada del Instituto Americano de Arquitectos, sede St. Louis. El International Archive of Women in Architecture contiene material de la producción arquitectónica de Jane C. Hall Johnson.